# Alexander Chalmers

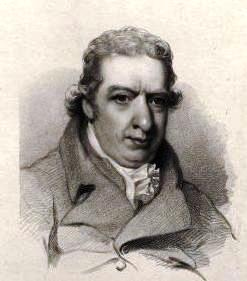
Alexander Chalmers.

Alexander Chalmers, född den 29 mars 1759 i Aberdeen, död den 29 december 1834 i London, var en skotsk författare. 
Chalmers studerade medicin, men istället för att arbeta som läkare valde han att gå över till journalistiken och var en period redaktör för Morning Herald. Han utgav arbeten av William Shakespeare, James Beattie, Henry Fielding, Samuel Johnson, Joseph Warton, Alexander Pope, Edward Gibbon och Henry Saint John. Därutöver publicerade han A General Biographical Dictionary i 32 band (1812–1817), ett Glossary to Shakspeare (1807), en utgåva av George Steevens Shakespeare (1809) och British Essayists, som börjar med Tatler och slutar med Observer.